# فرناند گویوارتس
فرناند گویوارتس (انگلیسی: Fernand Goyvaerts; ۲۴ اکتبر ۱۹۳۸ – ۵ آوریل ۲۰۰۴) بازیکن فوتبال اهل بلژیک که در پست مهاجم بازی می‌کرد.
او اولین بازی خود را برای تیم اصلی کلوب بروژ در سن ۱۶ سالگی انجام داد.
وی همچنین در تیم ملی فوتبال بلژیک بازی کرده‌است.